# Ligota (gmina w województwie poznańskim)
Ligota – dawna gmina wiejska  w latach 1934–1954 w woj. poznańskim (dzisiejsze woj. wielkopolskie). Siedzibą władz gminy była Ligota.
Gmina zbiorowa Ligota została utworzona 1 sierpnia 1934 roku w powiecie krotoszyńskim w woj. poznańskim z dotychczasowych jednostkowych gmin wiejskich: Głogowa, Korytnica, Koryta, Koźminiec i Ligota (oraz z obszarów dworskich Bugaj, Ryczków Leśn., Teresiny Leśn. i Trzebowa, położonych na tych terenach lecz nie wchodzących w skład gmin). 
Po wojnie gmina zachowała przynależność administracyjną. Według stanu z dnia 1 lipca 1952 roku gmina składała się z 7 gromad: Bugaj, Głogowa, Koryta, Korytnica, Koźminiec, Ligota i Teresiny. Gmina została zniesiona 29 września 1954 roku wraz z reformą wprowadzającą gromady w miejsce gmin.
Jednostki nie przywrócono 1 stycznia 1973 roku po reaktywowaniu gmin.